# Рак влагалища

## Общая информация
Злокачественная опухоль слизистой оболочки влагалища. Средний возраст больных составляет 50 — 60 лет. Первичный рак влагалища составляет 1-2 % злокачественных опухолей женских половых органов. Вторичные (метастатические) опухоли обнаруживаются сравнительно чаще. Заболевание имеет три возрастных пика: в первые 5 лет у детей выявляется ботриоидная эмбриональная рабдомиосаркома, в 14 — 20 лет происходит формирование светлоклеточной аденокарциномой нестероидного генеза (матери этих больных в период беременности получали нестероидные эстрогены). В более старших возрастных группах развивается в основном плоскоклеточный рак. Довольно редко у взрослых выявляют нераковые опухоли влагалища, такие как саркомы или меланомы. Примечательно, что облучение малого таза (например, при сеансе лучевой терапии) повышает риск возникновения рака влагалища в 300 раз. Предраковым состоянием для рака влагалища является дисплазия. Она не выявляется макроскопически (неизмененный эпителий), либо представлена эритроплакией. Преинвазивный рак влагалища выявляется на 10 лет раньше инвазивного и характеризуется мультицентрическим ростом. Инвазивный рак влагалища может иметь экзо- и эндофитный, а также смешанный рост. По гистологической структуре в 95 % случаев опухоли влагалища представлены плоскоклеточным раком различной степени дифференцировки. Аденокарцинома влагалища развивается чаще у молодых женщин. Гистологическая структура первичной аденокарциномы влагалища — это и мезонефроидная (с редукцией строения клеток до типа вторичной почки), и эндометриоидная (клетки имеют строение типа эпителиальной выстилки матки), и др., а также диморфный (смешанный) железисто-плоскоклеточный рак. Метастатические (вторичные) опухоли имеют происхождение из рака шейки матки, рака эндометрия, хориокарциномы, саркомы матки, реже — рака яичников и почки.

## Метастазирование
Рак влагалища, как и большинство раков, метастазирует лимфогенно, причем пути метастазирования определяются локализацией опухоли. См. таблицу
| Место поражения                | Лимфоузлы метастазирования                                        |
| ------------------------------ | ----------------------------------------------------------------- |
| Свод и верхняя треть влагалища | Подвздошные и запирательные лимфоузлы (см. также Рак шейки матки) |
| Средняя треть влагалища        | Аноректальные, сакральные лимфоузлы                               |
| Нижняя треть влагалища         | Пахово-бедренные лимфоузлы (см. Рак вульвы)                       |

## Диагностика
| Цели                                            | Методы |
| ----------------------------------------------- | --- |
| Клинически выраженные случаи                    | - Гинекологический осмотр (диагностика не вызывает затруднений) - Гистологическая верификация (подтверждение) — обязательно |
| Исключение метастатического характера поражения | 1. Цистоскопия 2. Экскреторная урография 3. Рентгенография                                                                  |
| Уточнение распространённости процесса           | 1. Компьютерная томография 2. Магнито-резонансная томография                                                                |

## Классификация рака влагалища по стадиям (см. основную статью «Классификация опухолей»)
0 — преинвазивная карцинома (carcinoma in situ);
I — опухоль ограничена влагалищем;
II — охватывает паравагинальные ткани, но не стенки таза;
III — распространяется до стенок таза;
IVA — опухоль захватывает слизистую оболочку мочевого пузыря, прямой кишки и/или распространяется за пределы малого таза.
IVB — опухоль любой величины с отдалёнными метастазами.

## Лечение

### Неинвазивный рак (0 стадия)
1. Хирургическое лечение
  - Электроэксцизия — только при локализованных формах рака с моноцентрическим ростом.
  - Гистерэктомия (удаление матки)
  - Вагинэктомия (удаление влагалища)

Последние два метода показаны, если зафиксирован мультицентрический рост опухоли. При этих операциях — высокий операционный риск (постоперационные осложнения и т. п.).
1. Химиотерапевтическое лечение

Местно с фторурацилом (аппликации). Через 3 месяца проводят цитологический контроль. При обнаружении опухолевых клеток курс повторяют, в случае неуспеха повторного лечения проводят другие методы лечения.
1. Крио- и лазеродеструкция опухоли. Эффективность метода достигает 85 %.
2. Фотодинамическая терапия.
3. Лучевое лечение — в случае неэффективности местных воздействий.

### Инвазивный рак
1. Основной метод лечения — лучевая терапия.
  - Дистанционное облучение
  - Внутриполостная гамма-терапия

В зависимости от стадии, эти 2 метода применяют либо по отдельности, либо в сочетании (так как 2 метод — более жёсткий и даёт больше осложнений).
1. Ограничены показания к хирургическому лечению
  - При локализации опухоли в верхней трети влагалища у лиц молодого и среднего возраста возможно выполнение расширенной экстирпации матки с удалением верхней половины влагалища.
  - У молодых женщин перед проведением радикальной лучевой терапии возможны транспозиция яичников (защита продуктивной функции) и хирургическое стадирование с лимфаденэктомией.
  - У больных с IVA стадией, особенно с наличием ректовагинального или везиковагинального свища возможны экзентерация малого таза с тазовой лимфаденэктомией и предоперационной лучевой терапией.
2. Возможно комбинирование лучевой терапии с химиотерапией (фторурацил).

### Результаты лечения
Пятилетняя выживаемость:
- I стадия — 67-77 %
- II стадия — 40-65 %
- III стадия — 34-37 %
- IV стадия — 0-18,9 %